# Имя мне — Красный
«Имя мне — Красный» (тур. Benim Adım Kırmızı) — роман турецкого писателя Орхана Памука, опубликованный в 1998 году и принесший ему международную известность. На русском языке публиковался также под названием «Меня зовут Красный».

## Описание
Действие романа происходит в 1591 году в османском Стамбуле. Придворного миниатюриста Зарифа находят убитым. Погибший работал над иллюстрациями к книге, которую тайно заказал Эниште султан Мурад III к тысячелетию хиджры. Эниште, бывший ранее османским посланником в Венеции и знакомый с итальянской живописью, планировал оформить иллюстрации к книге в непривычном для исламского мира европейском стиле. У западной живописи в Стамбуле находится много противников, которые не приемлют её отличия от исламского искусства (реализм, использование перспективы, индивидуальный стиль у каждого художника). Эниште считает, что убийство Зарифа совершил один из трёх лучших миниатюристов — Келебек, Зейтин или Лейлек. Тем временем Кара, племянник Эниште, который влюблён в его дочь Шекюре, возвращается в Стамбул после двенадцатилетнего отсутствия в попытках найти убийцу, разговаривая с тремя подозреваемыми и анализируя их рисунки, и в то же время завоевать сердце Шекюре.

## Художественные особенности
Одной из главных особенностей романа является большое количество самых разнообразных повествователей: это и главные герои (Кара, Шекюре), и трое подозреваемых (помимо глав, рассказанных под их именами, есть и главы от лица убийцы, который является одним из них, но повествует именно как убийца, не называя своего имени), и второстепенные герои, а также свойственные «новому роману» неодушевлённые рассказчики, такие как трупы, нарисованная монета, красный цвет.
После выхода романа за Памуком закрепилась репутация «турецкого Умберто Эко». Джон Маллан отмечает сходство книги с бестселлером Эко «Имя розы». Среди общих черт — сочетание исторического сеттинга и детектива. Кроме того, в «Имени розы» поиск убийцы связан со средневековой теорией литературы, а в романе Памука — с особенностями искусства османской миниатюры.

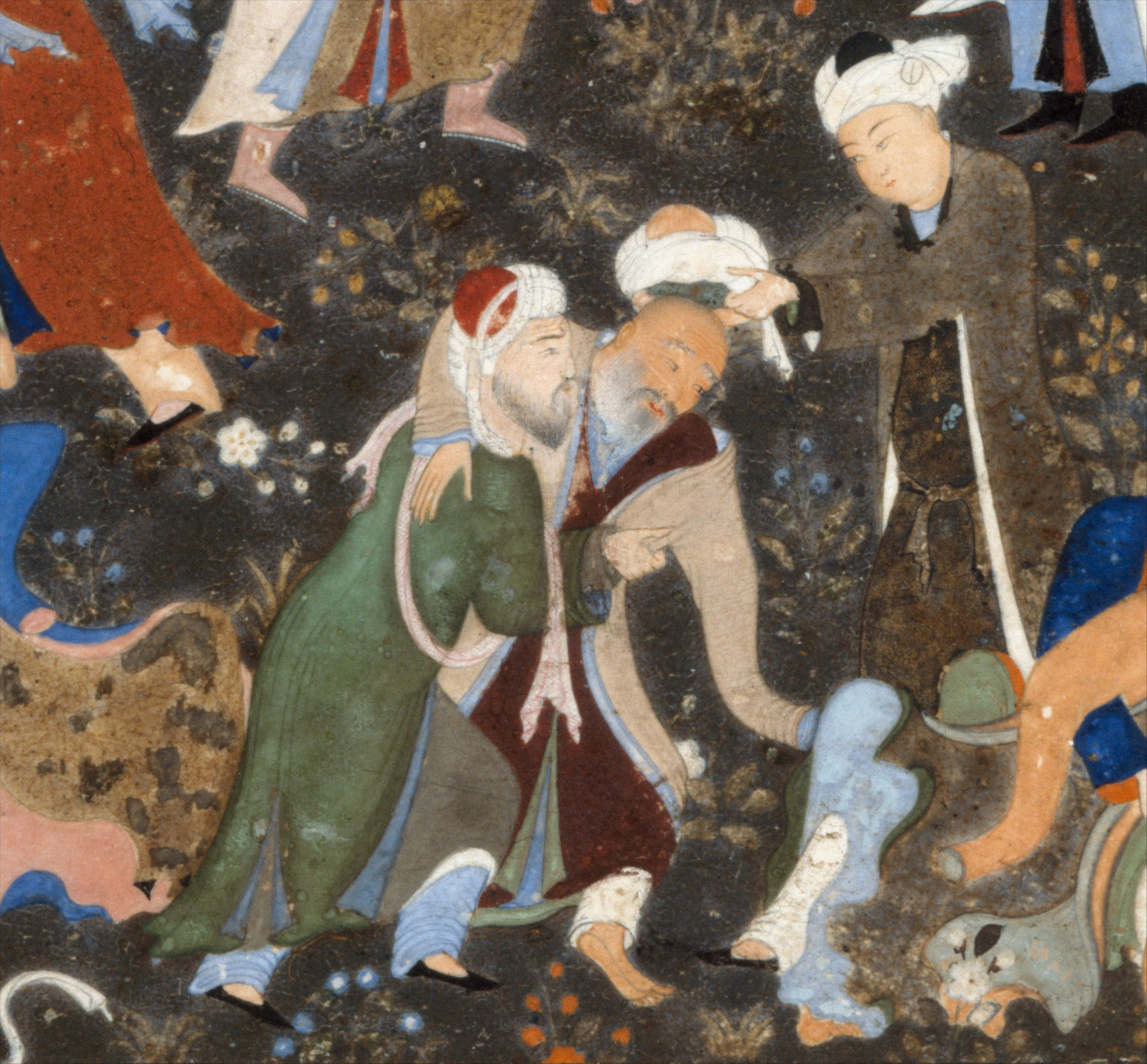
Танцующие дервиши. Бехзад, иллюстрация к «Дивану» Хафиза, выполненная около 1480 года. Метрополитен-музей, Нью-Йорк

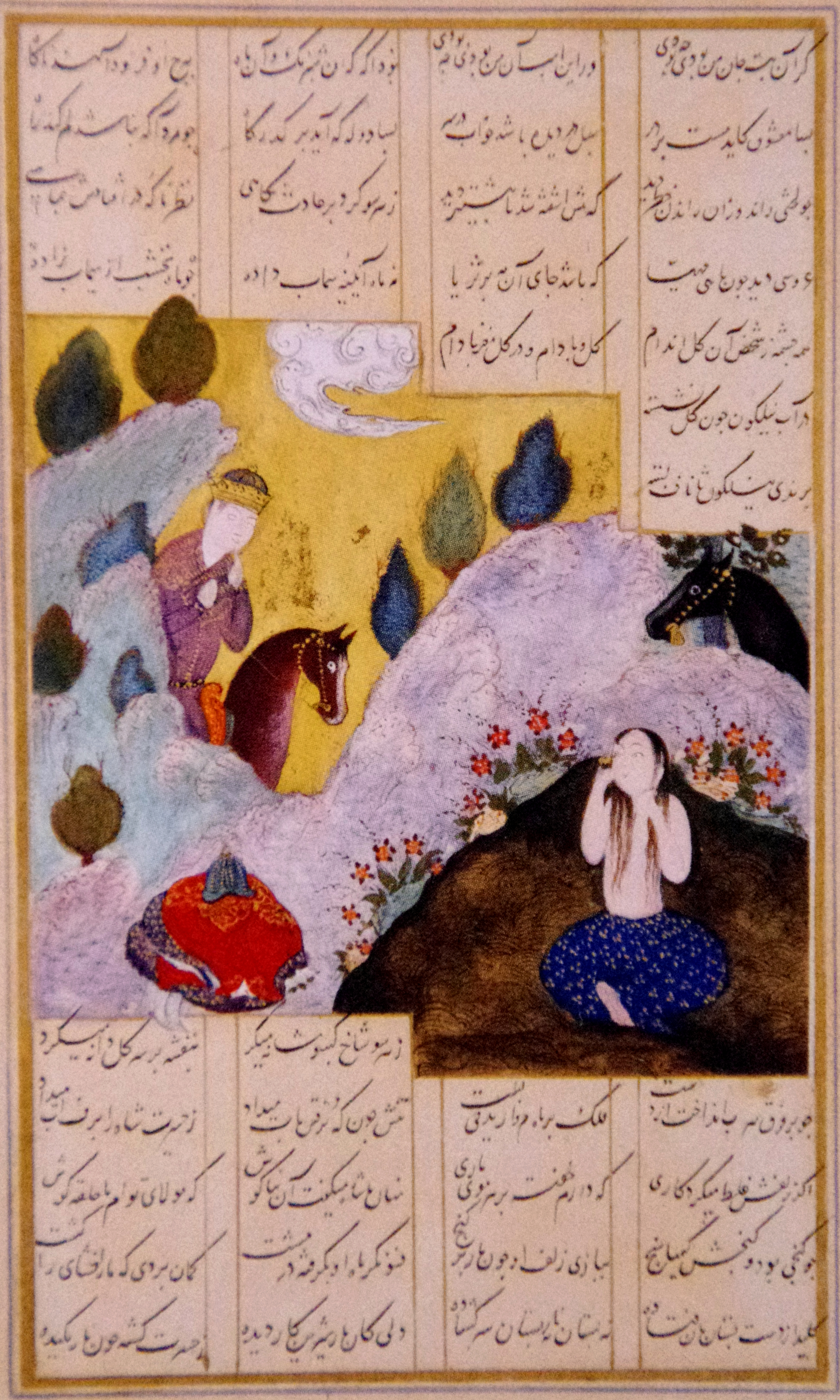
Хосров видит купающуюся Ширин (с ними Шекюре в романе сравнивает Кара и себя). Миниатюра школы Бехзада. Музей азербайджанской литературы имени Низами Гянджеви, Баку

## Прототипы и исторические аллюзии
У главной героини, Шекюре, есть два сына — Орхан (младший) и Шевкет (старший). При этом у Орхана Памука есть старший брат, экономист Шевкет Памук, а их мать зовут Шекюре. По словам самого Памука, он перенёс в роман имена членов их семьи, свои детские перебранки со старшим братом и некоторые черты их матери.
В романе упоминаются рукописи многих известных произведений («Хосров и Ширин» Низами Гянджеви, «Шахнаме» Фирдоуси, «Книга о душе» Ибн Каййима аль-Джаузии и другие) и иллюстрации к ним. Особенное внимание уделено миниатюрам Бехзада.

## Адаптации
Книга «Имя мне — Красный» была адаптирована на BBC Radio 4 в 2008 году.
В 2014 году в казанском театре Камала поставили спектакль по роману.

## В культуре
Французская парфюмерная марка Мажда Беккали (Majda Bekkali) выпустила одноименные духи — Mon Nom Est Rouge («Имя мне — Красный»), вдохновленные романом Орхана Памука. «Нос» — Сесиль Зарокян.

## Переводы
Роман переводился на многие языки.
Английский перевод романа, выполненный Эрдагом Гёкнаром, был удостоен Дублинской литературной премии в 2003 году.
Первое русское издание в переводе Веры Феоновой вышло в 2002 году под названием «Меня зовут Красный» (перевод удостоен премии журнала «Иностранная литература» за лучший перевод 2001 года); в 2011 году появился новый перевод, «Имя мне — Красный», выполненный Михаилом Шаровым.

## Премии
- Премия Гринцане Кавур (2002)[14]
- Премия за лучшую иностранную книгу (2002)[14]
- Дублинская литературная премия (2003), совместно с переводчиком Эрдагом Гёкнаром[11]

### Рецензии
- John Updike. Murder in Miniature (англ.). The New Yorker (3 сентября 2001). Дата обращения: 27 ноября 2018.
- Richard Eder. Heresies of the Painbrush (англ.). The New York Times (2 сентября 2001). Дата обращения: 27 ноября 2018.
- Две рецензии на сайте The Guardian